# معناشناسی عمومی

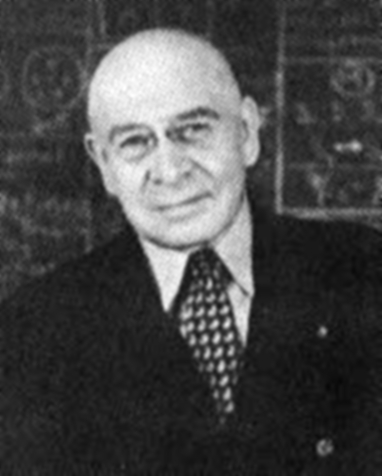
آلفرد کورزیبسکی مبتکر لهستانی- آمریکایی

معناشناسی عمومی (به انگلیسی: General semantics) یک برنامه خودیاری و درمانی است که در دهه ۱۹۲۰ میلادی آغاز شد و به دنبال تنظیم عادات و رفتارهای ذهنی است. پس از راه اندازی‌های جزئی تحت نامهای مهندسی انسانی و انسانشناسی، مبتکر لهستانی-آمریکایی آلفرد کورزیبسکی (۱۸۷۹–۱۹۵۰) این برنامه را در سال ۱۹۳۳ به‌طور کامل و تحت عنوان معناشناسی عمومی، با انتشار علم و عقل: مقدمه ای بر سیستم‌های غیر ارسطویی و معناشناسی عمومی راه اندازی کرد.
در علم و عقل، معناشناسی عمومی هم به عنوان سیستمی نظری و هم سیستمی کاربردی مطرح شده‌است که پذیرش آن می‌تواند رفتار انسان را در راستای خِرَدی برتر دگرگون کند. در مقدمه بر نسخه سوم ۱۹۴۷ علم و عقل، کورزیبسکی می‌نویسد: «لازم نیست ما خود را با دگمِ «طبیعت انسان، قابل تغییر نیست» کور سازیم، چرا که به نظر ما، می‌توان آن را تغییر داد.» با این حال، در نظر اکثر روانپزشکان، اصول و شیوه‌های معناشناسی همگانی، روش مؤثری برای درمان بیماری‌های روانی یا ذهنی نیست. در حالی که کورزیبسکی برنامه اش را تجربه-بنیان و شدیداً در راستای روش علمی می‌دانست، معناشناسی عمومی به عنوان ورود به حوزه شبه علم توصیف می‌شود.
در حول و حوش اوایل سال ۱۹۴۰، استاد دانشگاه در زبان انگلیسی، اس. آی. هایاکاوا (۱۹۰۶–۱۹۹۲)، استادِ گفتار (speech)، وندل جانسون، استاد گفتار، ایروینگ جی لی و دیگران، عناصر معناشناسی همگانی را در بسته‌ای مناسب برای الحاق به دروس جریان اصلی ارتباطات ارائه کردند. مؤسسه معناشناسی عمومی، که کورزیبسکی و همکارانش در سال ۱۹۳۸ تأسیس کردند، امروزه به کار خود ادامه می‌دهد. معناشناسی همگانی به عنوان یک جنبش از دهه ۱۹۵۰ با مشکلاتی روبرو شده، ولی بسیاری از ایده‌های آن در دیگر جنبش‌ها مانند برنامه‌ریزی عصبی کلامی و رفتاردرمانی معقول به حیات خود ادامه می‌دهند.

## کتاب‌ها
- Levels of Knowing and Existence: Studies in General Semantics, by Harry L. Weinberg.
- Assignment in Eternity, (science fiction) by Robert A. Heinlein magnifies Korzybski in the supermen of the "Gulf" novella.